# Discographie de 2PM
La discographie du boys band sud-coréen 2PM consiste en onze albums studios, un mini-album et de trente-cinq singles.

## Albums

### Albums studios
| Titre                                                                              | Détails de l'album | Meilleures positions | Meilleures positions | Meilleures positions | Ventes                                                                          |
| Titre                                                                              | Détails de l'album | COR                  | JPN ,                | US World             | Ventes                                                                          |
| Coréen                                                                             | Coréen | Coréen               | Coréen               | Coréen               | Coréen                                                                          |
| ---------------------------------------------------------------------------------- | --- | -------------------- | -------------------- | -------------------- | ------------------------------------------------------------------------------- |
| 01:59PM                                                                            | - Date de sortie : 10 novembre 2009 - Labels : JYP, Ariola Japan - Formats : CD, téléchargement numérique                    | 1                    | 16                   | —                    | - COR : plus de 110 000 - JPN : plus de 13 369                                  |
| Hands Up                                                                           | - Date de sortie : 20 juin 2011 - Labels : JYP Entertainment, Ariola Japan - Formats : CD, téléchargement numérique          | 1                    | 17                   | —                    | - COR : plus de 114 613 - JPN : plus de 26 482                                  |
| Grown                                                                              | - Date de sortie : 6 mai 2013 - Labels : JYP Entertainment, KT Music - Formats : CD, téléchargement numérique                | 1                    | 10                   | 6                    | - COR : plus de 116 278 - Grand Edition : plus de 23 336 - JPN : plus de 24 937 |
| Go Crazy!                                                                          | - Date de sortie : 15 septembre 2014 - Labels : JYP Entertainment, KT Music - Formats : CD, téléchargement numérique         | 3                    | 18                   | 7                    | - COR : plus de 52 840 - Grand Edition : plus de 19 975 - JPN : plus de 11 358  |
| No.5                                                                               | - Date de sortie : 15 juin 2015 - Labels : JYP Entertainment, KT Music - Formats : CD, téléchargement numérique              | 1                    | 14                   | 3                    | - COR : plus de 63 392 - JPN : plus de 11 777                                   |
| Gentlemen's Game                                                                   | - Date de sortie : 13 septembre 2016 - Labels : JYP Entertainment, KT Music - Formats : CD, téléchargement numérique         | 1                    | 12                   | 11                   | - COR : plus de 69 678 - JPN : plus de 10 969                                   |
| Must                                                                               | - Date de sortie : 28 juin 2021 - Labels : JYP Entertainment, Dreamus - Formats : CD, téléchargement numérique               | 3                    | 4                    | —                    | - COR : plus de 141 100 - JPN : plus de 17 520                                  |
| Japonais                                                                           | |                      |                      |                      |                                                                                 |
| Republic of 2PM                                                                    | - Date de sortie : 30 novembre 2011 - Labels : Ariola Japan, JYP Entertainment - Formats : CD, téléchargement numérique      | —                    | 4                    | —                    | - JPN : plus de 73 510                                                          |
| Legend of 2PM                                                                      | - Date de sortie : 13 février 2013 - Labels : Ariola Japan, JYP Entertainment - Formats : CD, téléchargement numérique       | —                    | 1                    | —                    | - JPN : plus de 64 291                                                          |
| Genesis of 2PM                                                                     | - Date de sortie : 29 janvier 2014 - Labels : Epic Records Japan, JYP Entertainment - Formats : CD, téléchargement numérique | —                    | 1                    | —                    | - JPN : plus de 72 003                                                          |
| 2PM of 2PM                                                                         | - Date de sortie : 15 avril 2015 - Labels : Epic Records Japan, JYP Entertainment - Formats : CD, téléchargement numérique   | —                    | 1                    | —                    | - JPN : plus de 68 147                                                          |
| Galaxy of 2PM                                                                      | - Date de sortie : 27 avril 2016 - Labels : Epic Records Japan, JYP Entertainment - Formats : CD, téléchargement numérique   | —                    | 1                    | —                    | - JPN : plus de 121 771 - RIAJ : Or                                             |
| "—" signifie que l'album ne s'est pas classé ou n'est pas sorti dans cette région. | |                      |                      |                      |                                                                                 |

### Mini-album (EP)
| Still 02:00PM                                                                      | - Date de sortie : 11 octobre 2010 - Labels : JYP Entertainment, Jakorea - Formats : CD, téléchargement numérique | 1 | — | 14 | - COR : plus de 90 442 - JPN : plus de 6 994 |
| "—" signifie que l'album ne s'est pas classé ou n'est pas sorti dans cette région. | |   |   |    |                                              |

### Compilations
| All About 2PM                                                                      | - Date de sortie : 9 mars 2011 - Type : Box set - Label : Ariola Japan - Format : CD                                       | — | 26 | - JPN : plus de 4 502                        |
| 2PM Best (2008–2011 in Korea)                                                      | - Date de sortie : 14 mars 2012 - Type : Greatest hits - Label : Ariola Japan - Formats : CD                               | — | 5  | - JPN : plus de 40 272                       |
| Coréen                                                                             | |   |    |                                              |
| 2PM Member's Selection                                                             | - Date de sortie : 22 mai 2012 - Type : Greatest hits - Label : JYP Entertainment - Formats : CD, téléchargement numérique | 1 | —  | - COR : plus de 21 183 - JPN : plus de 3 364 |
| "—" signifie que l'album ne s'est pas classé ou n'est pas sorti dans cette région. | |   |    |                                              |

## Singles

### Coréens
| Hottest Time of the Day: "10 Out of 10"                                               | 2008 | 7   | —  |                                                               | 1:59PM              |
| "2:00PM Time For Change: "Again & Again"                                              | 2009 | 1   | —  | - COR (Album) : plus de 95 513                                | 1:59PM              |
| "Heartbeat"                                                                           | 2009 | 1   | —  | - COR (DL) : plus de 1 224 413 (2010)                         | 1:59PM              |
| Don't Stop Can't Stop: "Without U"                                                    | 2010 | 1   | —  | - COR (Album) : plus de 62 575 - COR (DL) : plus de 1 833 617 | Hands Up            |
| "Thank You"                                                                           | 2010 | 18  | —  |                                                               | Hands Up            |
| "I'll Be Back"                                                                        | 2010 | 4   | —  | - COR (DL) : plus de 1 477 766                                | Hands Up            |
| "Hands Up"                                                                            | 2011 | 1   | 3  | - COR (DL) : plus de 2 837 018                                | Hands Up            |
| "Comeback When You Hear This Song"                                                    | 2013 | 7   | 16 | - COR (DL) : plus de 512 972                                  | Grown               |
| "A.D.T.O.Y."                                                                          | 2013 | 16  | 21 | - COR (DL) : plus de 398 084                                  | Grown               |
| "Go Crazy!"                                                                           | 2014 | 5   | —  | - COR (DL) : plus de 280 338                                  | Go Crazy!           |
| "My House"                                                                            | 2015 | 7   | —  | - COR (DL) : plus de 298 275                                  | No.5                |
| "Promise (I'll Be)"                                                                   | 2016 | 61  | —  | - COR (DL) : plus de 31 568,                                  | Gentlemen's Game    |
| Non issu d'un album                                                                   |      |     |    |                                                               |                     |
| "Only You (Winter Special)"                                                           | 2008 | —   | —  |                                                               | Non issu d'un album |
| "My Color"                                                                            | 2009 | 40  | —  |                                                               | Non issu d'un album |
| "Cabi Song" (featuring Girls' Generation)                                             | 2009 | 2   | —  |                                                               | Non issu d'un album |
| "Tik Tok" (featuring Yoon Eun-hye)                                                    | 2010 | 7   | —  | - COR (DL) : plus de 1 522 694                                | Non issu d'un album |
| "Open Happiness"                                                                      | 2010 | 19  | —  |                                                               | Non issu d'un album |
| "Follow Your Soul"                                                                    | 2010 | —   | —  |                                                               | Non issu d'un album |
| "What's Your Celebration?"                                                            | 2010 | 127 | —  |                                                               | Non issu d'un album |
| "Fly to Seoul (Boom Boom Boom)"                                                       | 2010 | 67  | —  |                                                               | Non issu d'un album |
| "Nori For U"                                                                          | 2010 | 42  | —  |                                                               | Non issu d'un album |
| "This Christmas" (avec les artistes de JYP Nation)                                    | 2010 | 30  | —  |                                                               | Non issu d'un album |
| "Share The Beat"                                                                      | 2012 | 137 | —  |                                                               | Non issu d'un album |
| "—" signifie que le morceau ne s'est pas classé ou n'est pas sorti dans cette région. |      |     |    |                                                               |                     |

### Japonais
| Titre                                                                                 | Année | Meilleures positions | Meilleures positions | Meilleures positions | Ventes et Certifications     | Album               |
| Titre                                                                                 | Année | COR                  | JPN                  | Hot100 J-Pop         | Ventes et Certifications     | Album               |
| ------------------------------------------------------------------------------------- | ----- | -------------------- | -------------------- | -------------------- | ---------------------------- | ------------------- |
| "Take Off"                                                                            | 2011  | —                    | 4                    | 3                    | - JPN : plus de 73 210       | Republic of 2PM     |
| "I'm Your Man"                                                                        | 2011  | 2                    | 4                    | 3                    | - JPN : plus de 84 298       | Republic of 2PM     |
| "Ultra Lover"                                                                         | 2011  | 14                   | 4                    | 6                    | - JPN : plus de 100 000 (Or) | Republic of 2PM     |
| "Beautiful"                                                                           | 2012  | 4                    | 2                    | 2                    | - JPN : plus de 163 463 (Or) | Legend of 2PM       |
| "One Day" (avec 2AM)                                                                  | 2012  | —                    | 5                    | 5                    | - JPN : plus de 66 224       | Non issu d'un album |
| "Masquerade"                                                                          | 2012  | —                    | 2                    | 2                    | - JPN : plus de 151 227 (Or) | Legend of 2PM       |
| "Give Me Love"                                                                        | 2013  | —                    | 2                    | 3                    | - JPN : plus de 151 841 (Or) | Genesis of 2PM      |
| "Winter Games"                                                                        | 2013  | —                    | 1                    | 1                    | - JPN : plus de 125 227 (Or) | Genesis of 2PM      |
| "Midaretemina (ミダレテミナ)"                                                         | 2014  | —                    | 2                    | 1                    | - JPN : plus de 110 009 (Or) | 2PM of 2PM          |
| "Guilty Love"                                                                         | 2015  | —                    | 1                    | 1                    | - JPN : plus de 109 377 (Or) | 2PM of 2PM          |
| "Higher"                                                                              | 2015  | —                    | 2                    | 2                    | - JPN : plus de 137 238 (Or) | Galaxy of 2PM       |
| "Promise (I'll be)"                                                                   | 2016  | —                    |                      |                      | À venir                      | Non issu d'un album |
| "—" signifie que le morceau ne s'est pas classé ou n'est pas sorti dans cette région. |       |                      |                      |                      |                              |                     |

## Autres chansons classées

### B-side
| Année | Titre                   | Meilleures positions | Single                  |
| Année | Titre                   | COR                  | Single                  |
| ----- | ----------------------- | -------------------- | ----------------------- |
| 2008  | "Only You"              | 10                   | Hottest Time of the Day |
| 2008  | "Angel"                 | 55                   | Hottest Time of the Day |
| 2009  | "I Hate You"            | 1                    | 2:00PM Time for Change  |
| 2010  | "Don't Stop Can't Stop" | 15                   | Don't Stop Can't Stop   |

### Autres chansons
| Année | Titre                                     | Meilleures positions | Album                  |
| Année | Titre                                     | COR                  | Album                  |
| ----- | ----------------------------------------- | -------------------- | ---------------------- |
| 2009  | "Tired of Waiting"                        | 2                    | 1:59PM                 |
| 2009  | "Gimme The Light"                         | 3                    | 1:59PM                 |
| 2009  | "I Was Crazy About You"                   | 13                   | 1:59PM                 |
| 2009  | "All Night Long"                          | 49                   | 1:59PM                 |
| 2009  | "Back 2U"                                 | 81                   | 1:59PM                 |
| 2010  | "Maja" (마자)                             | 24                   | Don't Stop Can't Stop  |
| 2010  | "I Will Give You My Life" (목숨을 건다)   | 28                   | Don't Stop Can't Stop  |
| 2010  | "Without You" (Explorer Mix)              | 74                   | Don't Stop Can't Stop  |
| 2010  | "I Can't"                                 | 46                   | Still 02:00PM          |
| 2010  | "Even If You Leave Me" (니가 나를 떠나도) | 63                   | Still 02:00PM          |
| 2010  | "Still"                                   | 77                   | Still 02:00PM          |
| 2010  | "Dance2Night"                             | 102                  | Still 02:00PM          |
| 2010  | "I Know"                                  | 106                  | Still 02:00PM          |
| 2010  | "I'll Be Back" (Club Mix)                 | 157                  | Still 02:00PM          |
| 2011  | "My Valentine"                            | 16                   | Dream High             |
| 2011  | "Dream High"                              | 41                   | Dream High             |
| 2011  | "Don't Go" (가지마)                       | 57                   | Dream High             |
| 2011  | "Give It To Me"                           | 50                   | Hands Up               |
| 2011  | "Like A Movie" (영화처럼)                 | 57                   | Hands Up               |
| 2011  | "Electricity"                             | 65                   | Hands Up               |
| 2011  | "Hot"                                     | 68                   | Hands Up               |
| 2011  | "Don't You Know" (모르니)                 | 71                   | Hands Up               |
| 2011  | "Hands Up" (East4A Mix)                   | 149                  | Hands Up               |
| 2011  | "Electricity" (220V Remix)                | 168                  | Hands Up               |
| 2011  | "I Can't"                                 | 169                  | Hands Up               |
| 2011  | "Thank You"                               | 188                  | Hands Up               |
| 2011  | "Without You"                             | 189                  | Hands Up               |
| 2012  | "Only You (2012 version)"                 | 109                  | 2PM Member's Selection |
| 2013  | "Today Marks the 1st Day" (오늘부터 1일)  | 89                   | Grown                  |
| 2013  | "Back To Square One" (원점으로)           | 112                  | Grown                  |
| 2013  | "I'm Sorry"                               | 128                  | Grown                  |
| 2013  | "Dangerous"                               | 131                  | Grown                  |
| 2013  | "Go Back" (고백)                          | 136                  | Grown                  |
| 2013  | "Just For Today" (오늘 하루만)            | 138                  | Grown                  |
| 2013  | "Game Over"                               | 139                  | Grown                  |
| 2013  | "Suddenly" (문득)                         | 144                  | Grown                  |
| 2013  | "Love Song"                               | 148                  | Grown                  |
| 2013  | "Coming Down"                             | 168                  | Grown                  |

## Bande originale
| Année | Titre                                 | Autre(s) artiste(s)     | Série TV/Film                          |
| ----- | ------------------------------------- | ----------------------- | -------------------------------------- |
| 2009  | "Tired of Waiting"                    |                         | Jeon Woo-chi: The Taoist Wizard (Film) |
| 2011  | "Dream High" (Taecyeon et Wooyoung)   | Suzy, Joo, Kim Soo Hyun | Dream High                             |
| 2011  | "My Valentine" (Taecyeon et Nichkhun) |                         | Dream High                             |
| 2011  | "Give It To Me"                       |                         | Blind (Film)                           |
| 2011  | "Hot"                                 |                         | Blind (Film)                           |
| 2013  | "Give Me Love"                        |                         | Take Five                              |

## Albums vidéos

### DVDs
| Titre                                                 | Détails                                                                                       | Meilleure position | Ventes |
| Titre                                                 | Détails                                                                                       | JPN                | Ventes |
| ----------------------------------------------------- | --------------------------------------------------------------------------------------------- | ------------------ | ------ |
| Hottest: 2PM 1st Music Video Collection & The History | - Date de sortie : 24 novembre 2010 - Langue : Coréen - Label : Ariola Japan                  | 4                  | 23 005 |
| 2PM 1st Concert in Seoul: Don't Stop Can't Stop       | - Date de sortie : 6 avril 2011 - Langue : Coréen - Label : Ariola Japan                      | 7                  | 7 890  |
| 1st Japan Tour 2011: Take off in Makuhari Messe       | - Date de sortie : 2 novembre 2011 - Langues : Coréen, Japonais - Label : Ariola Japan        | 3                  | 12 386 |
| Arena Tour 2011: Republic of 2PM                      | - Date de sortie : 6 juin 2012 - Langues : Coréen, Japonais - Label : Ariola Japan            | 2                  | 24 575 |
| 2PM Live 2012: Six Beautiful Days in Budokan          | - Date de sortie : 26 décembre 2012 - Langues : Coréen, Japonais - Label : Ariola Japan       | 4                  | 22 692 |
| Legend Of 2PM In Tokyo Dome                           | - Date de sortie : 9 décembre 2013 - Langues: Coréen, Japonais - Label : Ariola Japan         | 1                  | 27 176 |
| 2PM Arena Tour 2014 Genesis Of 2PM                    | - Date de sortie : 10 décembre 2014 - Langues : Coréen, Japonais - Label : Epic Records Japan | 2                  | 14 005 |
| 2PM World Tour "Go Crazy" in Seoul DVD                | - Date de sortie : 29 juin 2015 - Langues : Coréen, Japonais - Label : Epic Records Japan     | -                  | -      |

## Vidéographie

### Clips vidéos
| Année    | Titre                                             | Autre(s) version(s)                                           |
| Coréen   | Coréen                                            | Coréen                                                        |
| -------- | ------------------------------------------------- | ------------------------------------------------------------- |
| 2008     | "10 out of 10"                                    | - Old School version - Version spéciale du clip pour les fans |
| 2009     | "Again & Again"                                   | - Dance version                                               |
| 2009     | "I Hate You"                                      |                                                               |
| 2009     | "Heartbeat"                                       |                                                               |
| 2009     | "Tired of waiting"                                |                                                               |
| 2010     | "Without U"                                       |                                                               |
| 2010     | "I Will Give You My Life"                         |                                                               |
| 2010     | "Thank You"                                       |                                                               |
| 2010     | "Fly To Seoul (Boom Boom Boom)"                   |                                                               |
| 2010     | "I'll Be Back"                                    | - Dance version                                               |
| 2011     | "Hands Up"                                        | - East4A mix version                                          |
| 2011     | "Give It to Me"                                   |                                                               |
| 2011     | "Hot"                                             |                                                               |
| 2012     | "Only You (2012 version)"                         |                                                               |
| 2013     | "Comeback When You Hear This Song"                |                                                               |
| 2013     | "A.D.T.O.Y."                                      |                                                               |
| 2014     | "Go Crazy"                                        | - Party version                                               |
| 2015     | "My House"                                        |                                                               |
| 2016     | "Promise (I'll Be)"                               |                                                               |
| Japonais |                                                   |                                                               |
| 2011     | "Take Off"                                        | - Dance version                                               |
| 2011     | "I'm Your Man"                                    | - Dance version                                               |
| 2011     | "Ultra Lover"                                     |                                                               |
| 2012     | "Beautiful"                                       | - Dance version                                               |
| 2012     | "One Day"                                         | - Movie version                                               |
| 2012     | "Masquerade"                                      | - Dance version - Off-shot movie version                      |
| 2013     | "Give Me Love"                                    | - Dance version - Off-shot movie version                      |
| 2013     | "Winter Games"                                    |                                                               |
| 2013     | "Step by Step"                                    |                                                               |
| 2014     | "Midaretemina"                                    | - Party version                                               |
| 2015     | "Guilty Love"                                     |                                                               |
| 2015     | "365"                                             |                                                               |
| 2015     | "Higher"                                          | - Dance version                                               |
| 2015     | "My House" (Japanese version)                     |                                                               |
| 2016     | "一緒に過ごした時間 (The Time We Spent Together)" |                                                               |